# David Edgerton
David Russel Edgerton Jr. (Lebanon, 26 maggio 1927 – Miami, 3 aprile 2018) è stato un imprenditore statunitense, fondatore nel 1954, insieme al socio James McLamore, del Burger King, la seconda catena di hamburger più grande dopo McDonald's.  Inventò il Whopper, attribuendosi la creazione del nome del panino e di uno dei primi loghi della compagnia..
Dopo aver lasciato Burger King, ha avviato Bodega, un ristorante steakhouse.

## Biografia
Edgerton era il maggiore di due figli di David Edgerton Sr., un operatore alberghiero itinerante, e Blanche Berger, una violinista concertista. 
Dopo essere stato inizialmente interessato a diventare un direttore di scena e aver prestato servizio nell'esercito, diventò invece ristoratore. Laureato alla Cornell University, frequentò la Northwestern University, dove iniziò la sua impresa gestendo un'attività di produzione di torte che serviva principalmente gli studenti del campus. Lavorò poi  come contabile per una catena alberghiera, Albert Picks Hotel Group, con sede a Chicago.
Tornò in Florida per diventare manager di Howard Johnson's Restaurants, che aveva sedi a Miami e Orlando. All'epoca, si interessò all'apertura di un Dairy Queen, con una sezione di hamburger, quando incontrò il socio in affari e collega ristoratore e anche lui ex alunno della Cornell University James McLamore. Insieme, hanno sviluppato Insta-Burger King, il precursore del concetto del modello Burger King di servizio veloce, menu limitato e prezzi bassi. I clienti entravano nel ristorante per pagare gli ordini in anticipo, al contrario del metodo tradizionale dei carhop che assistevano direttamente i clienti e portavano i loro ordini ai loro veicoli. La società ha aperto i negozi Burger King e ha continuato a introdurre l'hamburger Whopper nel 1957, quando ha anche eliminato "Insta" dal nome. Allo stesso tempo, Edgerton, frustrato dalle macchine Insta soggette a problemi, creò la griglia alla fiamma, che avrebbe fornito il sapore caratteristico per Burger King. 
Nel 1961, McLamore negoziò i diritti nazionali di Burger King e iniziò a crescere in tutto il paese. McLamore ed Edgerton crearono due aziende di supporto nel 1962: Distron e Davmor Industries. Distron è diventato il centro di distribuzione alimentare per tutti i negozi. Davmor Industries era l'impianto di produzione che produceva tutte le attrezzature da cucina per ogni nuovo negozio. 
Burger King si stava espandendo, ma quando McDonald's divenne pubblico nel 1965, la crescita organica divenne difficile da mantenere. La coppia vendette l'attività di 274 negozi a Pillsbury nel 1967 nel tentativo di crescere sotto il marchio. 
Edgerton lasciò l'organizzazione Burger King dopo la sua vendita e fondò la catena Bodega Steakhouse, che aveva sedi in Florida, Chicago, Detroit e Dallas, fino a quando non la vendette nel 1978. 
Nel 1985, Edgerton ha aperto altri ristoranti in tutta San Francisco e Monterey, prima di acquistare nel 1993 azioni di tre ristoranti Fuddruckers. [senza fonte]
Ha anche fatto parte del comitato consultivo di Avantcare, Inc.

### Morte
Edgerton morì il 3 aprile 2018, all'età di 90 anni, per complicazioni dovute a un intervento chirurgico a seguito di una caduta.